# Klara Roumianova
Klara Mikhaïlovna Roumianova (en russe : Кла́ра Миха́йловна Румя́нова), née le 8 décembre 1929 à Léningrad (actuellement Saint-Pétersbourg) et morte le 18 septembre 2004 à Moscou, est une actrice et chanteuse russe. Elle fut active de 1951 à 1999.

## Biographie
Klara Roumianova nait à Léningrad. Son père - un commissaire politique, périt sur le front de l'Est de la Seconde guerre mondiale en 1941. 
En 1947, Klara s'installe à Moscou et entame les études au VGIK, où elle étudie dans les cours de Sergei Gerasimov et Tamara Makarova. Diplômée en 1953, elle devient actrice au théâtre national d'acteur de cinéma.
Sa carrière au cinéma commence alors qu'elle est étudiante, dans le rôle épisodique dans le film Le docteur de campagne (1951) de Gerasimov. Elle joue, par la suite, seulement des rôles secondaires ou épisodiques, sans jamais apparaître dans le rôle principal. Progressivement, elle accepte de plus en plus les propositions de doublage. Ses débuts dans l'animation furent le dessin animé Le Jardin Merveilleux d'Alexandra Snejko-Blotskaïa (1962). On connait surtout sa voix qu'elle a prêté à des personnages de dessins animés, Le petit chevreau qui comptait jusqu'à 10" (Козлёнок, который считал до десяти) par exemple, en 1968 ; et surtout le personnage de Tchebourachka (en russe : Чебурашка) entre 1969 et 1983.
Après la dislocation de l'URSS et la crise économique qui a suivi, la production de dessins animés diminue. Roumianova ne participe qu'occasionnellement à l'enregistrement de contes de fées audio et de concerts audio, ainsi qu'à la mise en scène de pièces radiophoniques. Alors qu'elle est au chômage, elle écrit plusieurs pièces de théâtre et, en 2000, publie le livre Mon nom est femme - un recueil sur des personnages féminins importants de l'histoire russe (Nadejda Dourova, Catherine Dachkov, Ievdokia Rostoptchina), pour laquelle elle reçoit la médaille Pouchkine.
Décédée des suites d'une longue maladie, l'actrice est incinérée et inhumée au columbarium du cimetière Donskoï.

## Filmographie partielle
cinéma ;
- 1951 : Le Médecin de campagne (Сельский врач) de Sergueï Guerassimov : Léna Zueva
- 1960 : Résurrection (Воскресение,Voskresenie) de Mikhail Schweitzer

doublage ;
- 1968 : Malych et Karlson (Малыш и Карлсон) de Boris Stepantsev : Malych
- 1969 : Guéna le crocodile (Крокодил Гена) de Roman Katchanov : Tchebourachka
- 1970 : Karlson est de retour (Карлсон вернулся) de Boris Stepantsev : Malych
- 1971 : Tchebourachka (Чебурашка) de Roman Katchanov : Tchebourachka
- 1974 : Chapeau claque (Шапокляк) de Roman Katchanov : Tchebourachka
- 1983 : Tchebourachka va à l'école (Чебурашка идёт в школу) de Roman Katchanov : Tchebourachka